# Астраханська сільська рада
| Астраханська сільська рада — орган місцевого самоврядування у Мелітопольському районі Запорізької області з адміністративним центром у с. Астраханка. Історична дата утворення: в 1922 році. Сільській раді були підпорядковані населені пункти: - с. Астраханка - с. Арабка - с. Борисівка - с. Свободне |

## Склад ради
Рада складалася з 16 депутатів та голови.

### Керівний склад ради
| ПІБ                           | Основні відомості                              | Дата обрання | Дата звільнення |
| ----------------------------- | ---------------------------------------------- | ------------ | --------------- |
| Григор'єв Микола Анатолійович | Сільський голова, 1951 року народження, освіта | 26.03.2006   | 31.10.2010      |

Примітка: таблиця складена за даними джерела